# David Donohue
David Donohue (ur. 5 stycznia 1967 w Malvern) – amerykański kierowca wyścigowy.

## Kariera
Donohue rozpoczął karierę w międzynarodowych wyścigach samochodowych w 1992 roku od startów w NASCAR Busch Series. Z dorobkiem 325 punktów uplasował się na 59 pozycji w klasyfikacji generalnej. W późniejszych latach Amerykanin pojawiał się także w stawce Indy Lights, North American Super Touring Championship, FIA GT Championship, 24-godzinnego wyścigu Le Mans, American Le Mans Series, NASCAR Truck Series, Grand American Rolex Series, Grand-Am Rolex Sports Car Series oraz Continental Tire Sports Car Challenge.

## Wyniki w 24h Le Mans
| Rok  | Zespół             | Partnerzy                         | Samochód             | Klasa  | Okr. | Poz. | Klasa Pos. |
| ---- | ------------------ | --------------------------------- | -------------------- | ------ | ---- | ---- | ---------- |
| 1998 | Viper Team Oreca   | Justin Bell Luca Drudi            | Chrysler Viper GTS-R | GT2    | 317  | 11   | 1          |
| 1999 | Viper Team Oreca   | Jean-Philippe Belloc Soheil Ayari | Chrysler Viper GTS-R | GTS    | 271  | NU   | NU         |
| 2000 | Viper Team Oreca   | Ni Amorim Anthony Beltoise        | Chrysler Viper GTS-R | GTS    | 328  | 9    | 2          |
| 2002 | Panoz Motor Sports | Bill Auberlen Gunnar Jeannette    | Panoz LMP01 Evo      | LMP900 | 230  | NU   | NU         |